# Stařechovice
Stařechovice – gmina w Czechach, w powiecie Prościejów, w kraju ołomunieckim. Według danych z dnia 1 stycznia 2012 liczyła 553 mieszkańców.
Składa się z dwóch części:
- Stařechovice
- Služín